# Atemptat de Madrid de l'11 de març de 2004

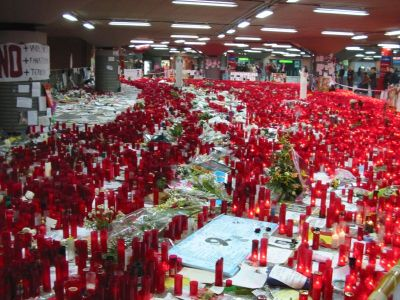
Instal·lació en homenatge a les víctimes de l'atemptat

L'11 de març de 2004 hi va haver un atemptat a Madrid, amb una sèrie de 10 explosions simultànies en tres trens de rodalies de RENFE a primera hora del matí. Va ser comès per una cèl·lula islamista local que pretenia emular accions d'Al-Qaida. En l'atac van morir 191 persones i cap a 1700 van resultar ferides de diversa consideració, una de les quals va quedar en coma i va morir una dècada més tard, al 2014, convertint-se en la víctima 193 (prèviament havia mort el GEO Francisco Javier Torronteras poques setmanes després dels atemptats sent la víctima 192) i es calcula que en total 2057 van patir lesions. Aquest atac va ser un dels més importants perpetrats a Europa, i el més important a Espanya. El grup va ser desarticulat per la policia poques setmanes després i alguns dels membres, entre ells Jamal Ahmidan "El Chino", es van suïcidar en un pis de la ciutat de Leganés en veure's envoltats.
Inicialment, el govern espanyol va culpar ETA de l'atac, i va pressionar perquè l'ONU aproves la resolució 1530, mencionant ETA com a autora de l'atemptat. Tot i això, l'endemà aquesta organització va negar la seva participació en els fets, i un diari britànic va publicar un correu electrònic d'un grup extremista anomenat per ell mateix islàmic, les Brigades d'Abu Hafs al Nasri, fent-se responsable de l'atac.
El comunicat de les Brigades d'Abu Hafs al Masri (Al Qaida), diu que l'atac és en resposta als conflictes de l'Afganistan, l'Iraq, Palestina i Caixmir. Acusa Espanya de formar part d'una croada contra l'islam, juntament amb els Estats Units, el Regne Unit i altres països, i amenaça de continuar els seus atacs terroristes, llevat que s'aturi l'anomenada guerra global contra el terrorisme, que identifica amb una guerra contra l'islam.
L'endemà de l'atac es produïren grans manifestacions de rebuig a tot arreu d'Espanya.
El 13 de març, es van detenir tres marroquins i dos indis, per la seva presumpta participació en la venda de la targeta SIM del telèfon mòbil, i del mateix telèfon, que feia d'activador, a una bossa bomba que no va explotar, trobada a la comissaria de Vallecas. El mateix dia, el Ministeri de l'Interior va trobar una cinta reclamant per Al Qaida l'autoria de l'atemptat de Madrid.
La Cadena de Ràdio SER va informar que, segons fonts dels serveis secrets espanyols (CNI), ja feia temps que es treballava amb la hipòtesi que Al Qaida podia atemptar a Espanya. Segons la mateixa cadena, és la primera vegada que el govern espanyol es dirigeix als periodistes directament per telèfon per dir que un atemptat és obra d'ETA. Segons investigacions posteriors el CNI no tenia coneixement d'aquests indicis, però faria temps que la policia espanyola hauria tingut confidents pròxims a la xarxa terrorista.
La incertesa sobre l'autoria dels fets, i el fet que les eleccions generals espanyoles havien de tenir lloc tres dies després, va fer que alguns mitjans comencessin a qüestionar la informació donada pel govern, i a demanar més transparència. El vespre del 13 de març, es van produir manifestacions convocades a través de SMS i Internet davant les seus del Partit Popular, que en aquells dies ocupava el govern, en diverses localitats espanyoles. El fet que aquestes manifestacions es fessin en vigília de les eleccions, durant la jornada de reflexió, va ser criticat durament pel Partit Popular.
Les eleccions del 14 de març van donar la victòria al PSOE, amb una davallada important en el nombre d'escons del PP, tot i que el nombre de vots pràcticament es va mantenir. Es creu que la controvèrsia originada sobre la política informativa del govern després de l'atemptat així com la sospita d'haver patit un atemptat islamista després d'haver enviat tropes a l'Iraq, va afectar negativament les expectatives de vot del PP i, sobretot, va mobilitzar la part més abstencionista de l'electorat, que va votar majoritàriament al PSOE, ja que totes les enquestes prèvies predeien una victòria més o menys clara del PP.
Després de les eleccions, van seguir les detencions; el 26 de març van trobar detonadors, explosius i petjades de més de 20 persones en una casa de Chinchón (Madrid). El dia 3 d'abril, set terroristes es van suïcidar (immolació) a la localitat madrilenya de Leganés detonant una càrrega explosiva en veure's rodejats per la Policia. En aquesta incursió mor el GEO Francisco Javier Torronteras, conviertint-se en la víctima 192 dels atemptats de Madrid.
L'atemptat és conegut amb el numerònim 11-M.

## Cronologia dels fets

### 11 de març

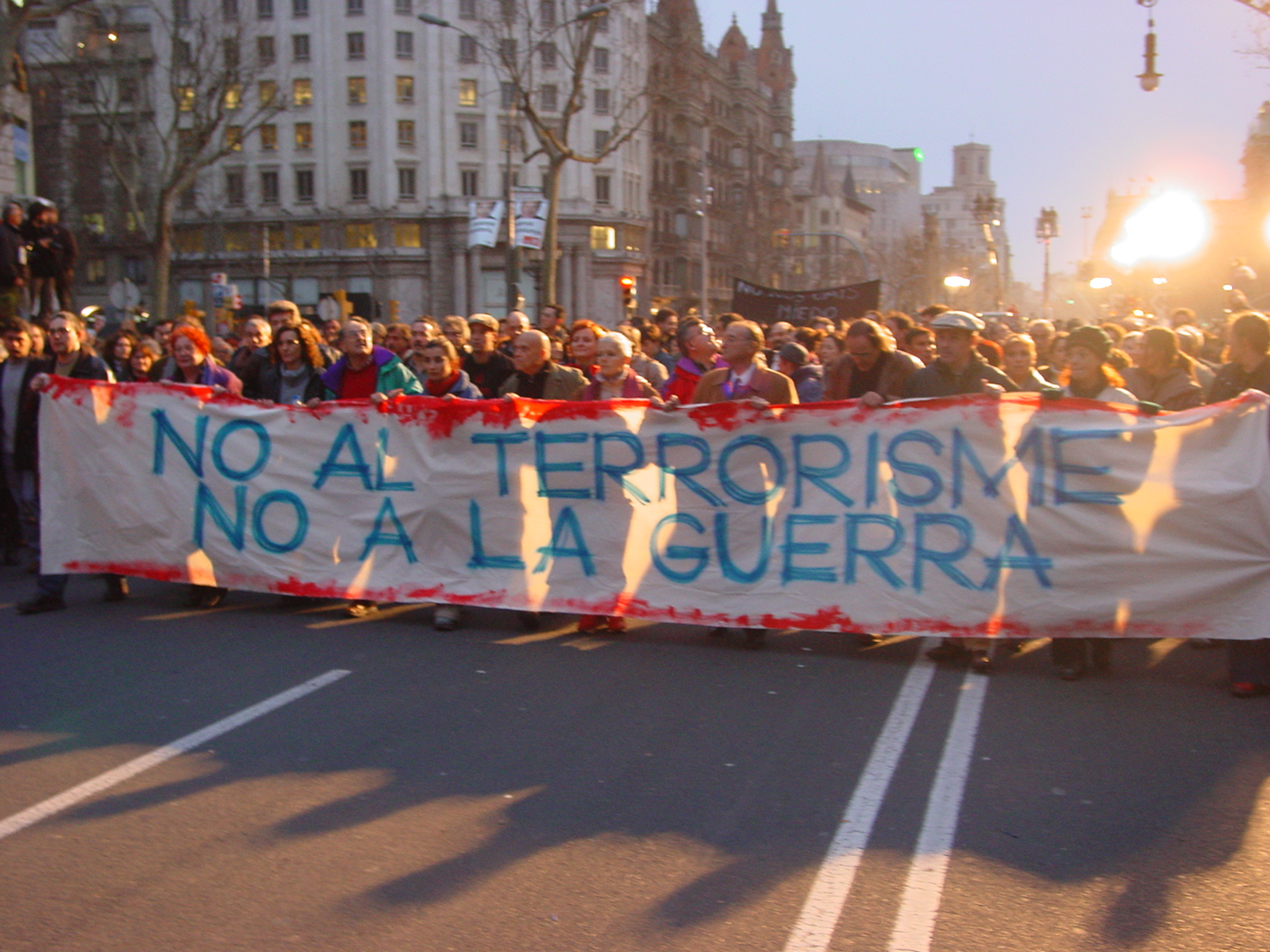
Manifestació de rebuig celebrada a Barcelona

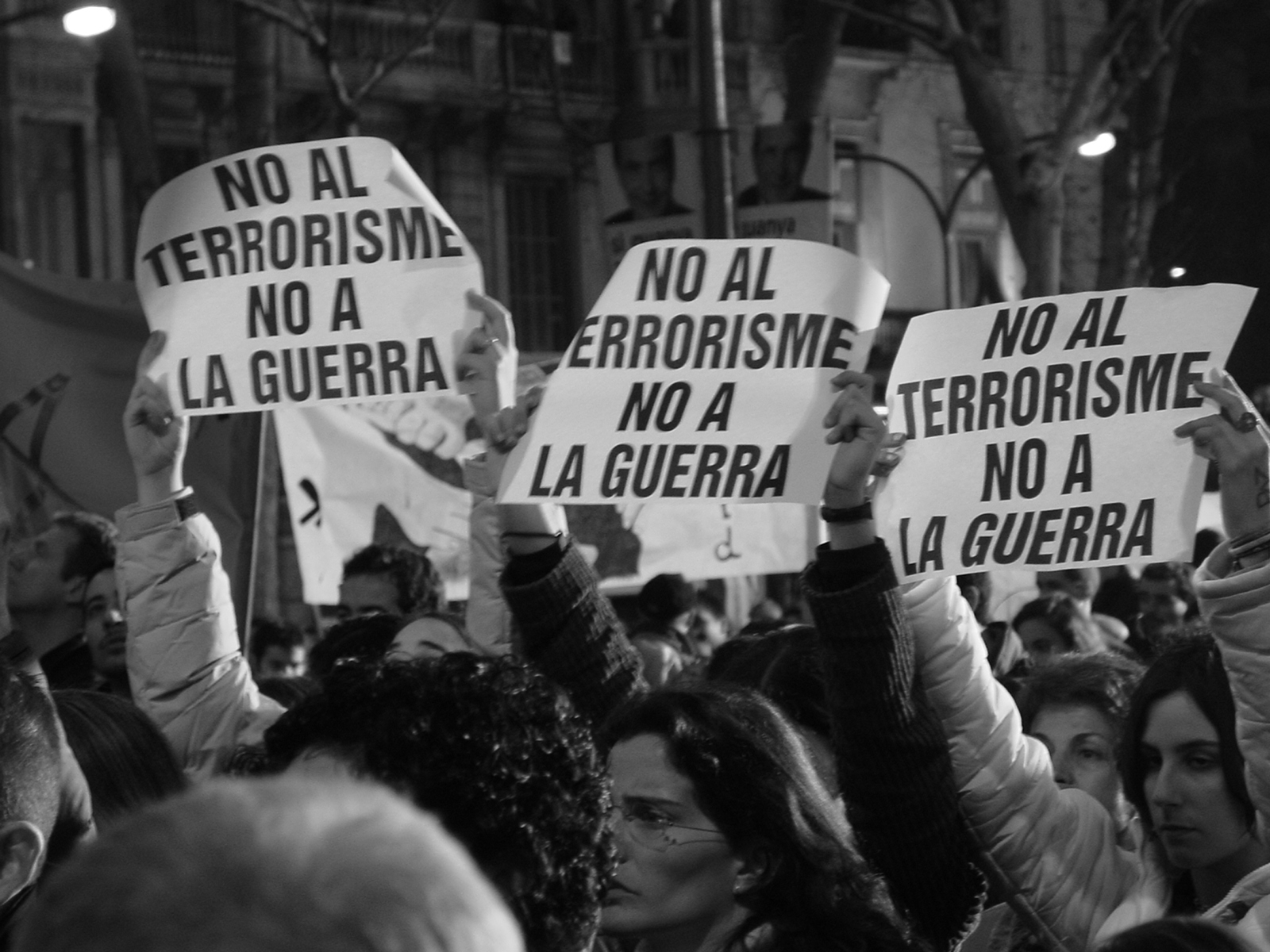
Cartells de rebuig durant la manifestació celebrada a Barcelona

- 07.39: Sis motxilles carregades d'explosius exploten en dos trens diferents. Un es troba a l'estació d'Atocha de Madrid, entrant al túnel que travessa la ciutat de sud a nord i arriba fins a l'estació de Chamartín. L'altre està al carrer Tévez.
- 07.41: Exploten dues motxilles més a El Pozo, una zona obrera al sud-est de Madrid.
- 07.42: Explota una motxilla a l'estació de santa Eugenia, a l'est de la capital. En total, 10 bombes en plena hora punta.
- 08.00:(aprox) l'ajuntament organitza un hospital de campanya davant l'estació d'Atocha.
- 09.00:(aprox) l'ajuntament organitza un hospital de campanya davant l'estació de Santa Eugenia.
- 10.15: Suspensió dels serveis ferroviaris de Madrid i bloqueig de les sortides de la Capital. Primeres informacions del Govern que apunten cap a ETA.
- 10.30: Arnaldo Otegi, portaveu de la il·legalitzada Batasuna, convoca als mitjans de comunicació per negar la responsabilitat d'ETA en l'atemptat.
- 12.00:(aprox) Primeres xifres dels atemptats: 173 morts i més de 600 ferits. Es creu que ha estat provocat per l'explosió de 13 bombes. Tots els grups polítics condemnen i suspenen les campanyes electorals, caiguda de la borsa (2,18%) i es reitera, per part del govern, l'autoria d'ETA dels atemptats.
- 20.27: El Rei Juan Carlos I ofereix un missatge televisat demanant "unidad, firmeza i serenidad".
- 20.30: El ministre d'Interior Angel Acebes informa de la localització d'una furgoneta a Alcalà de Henares, a l'est de Madrid des de la que van sortir els trens sinistrats, amb detonadors i una cinta amb versícles de l'Alcorà. Reiteren que la principal línia d'investigació de l'autoria és ETA
- 21.00: El diari àrab Al Quds al Arabi publica que un grup terrorista vinculat a Al Quaeda s'atribueix els fets. El govern no varia la seva postura.

### Dies posteriors

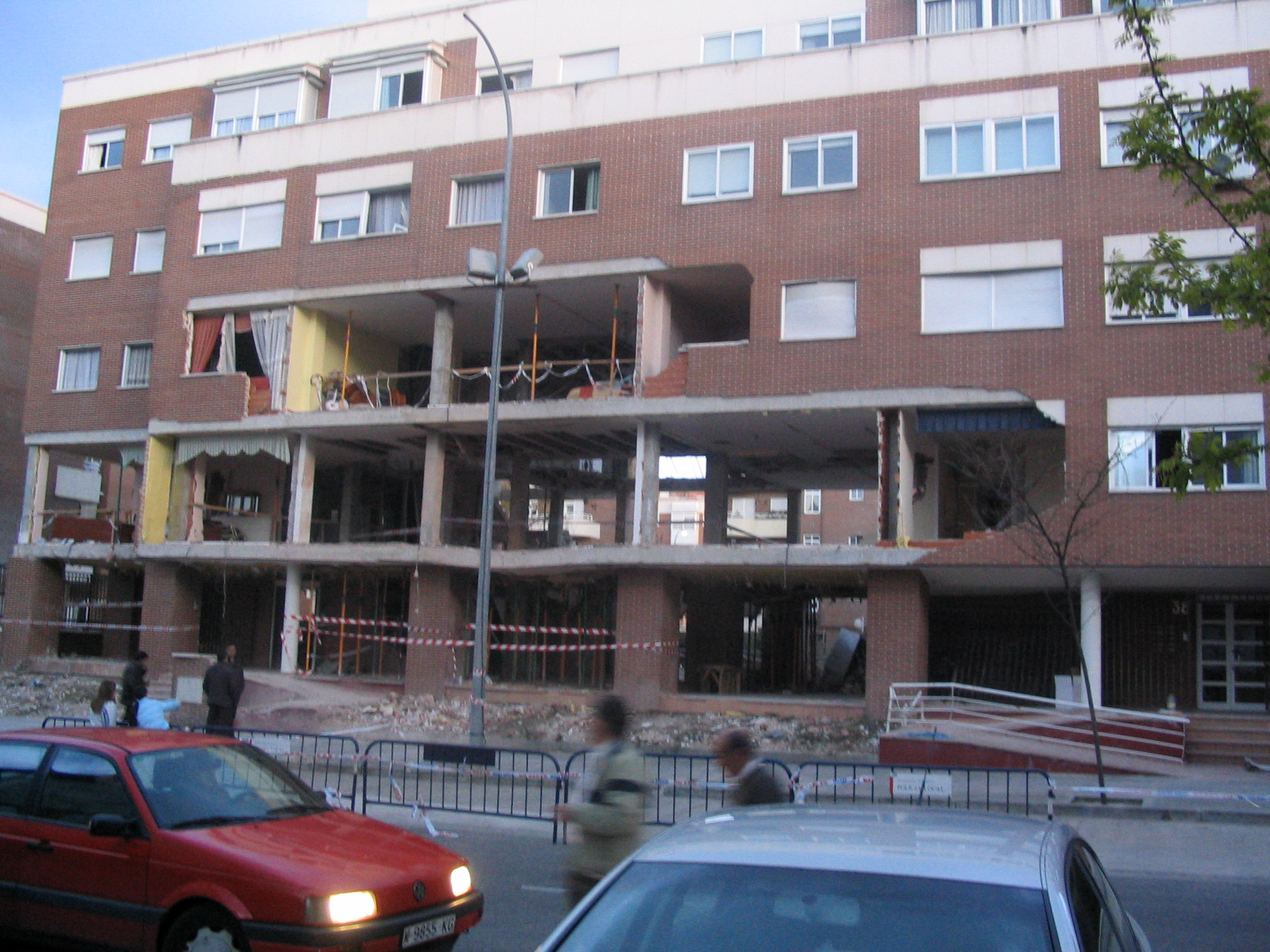
Danys a l'edifici de Leganés on es suïcidaren els terroristes

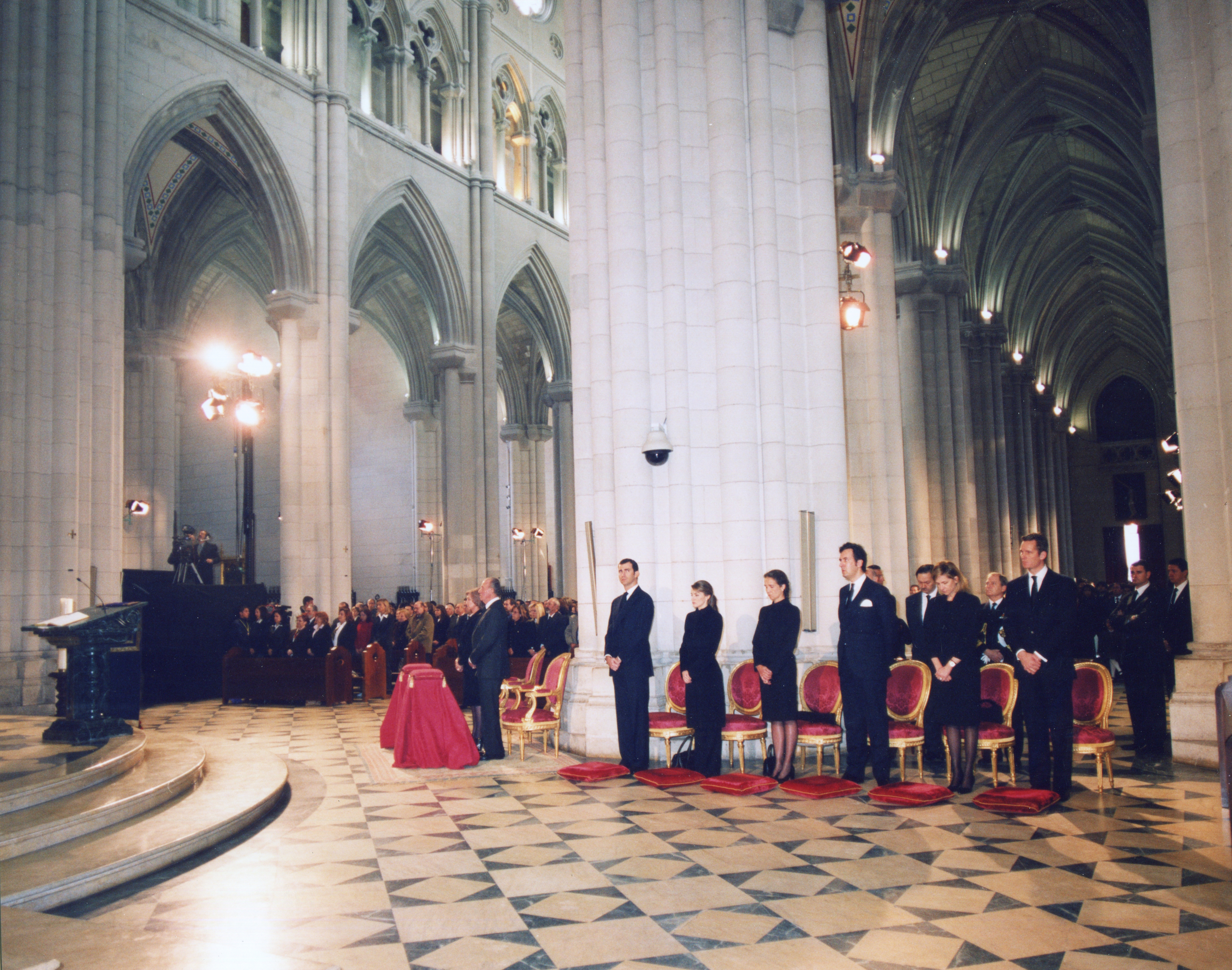
La família reial espanyola en el funeral d'Estat celebrat a la catedral de l'Almudena el 24 de març de 2004.

- Dissabte 13 de març: en plena jornada de reflexió es comencen a registrar concentracions davant la seu del Partit Popular convocades mitjançant el famós Passa-ho (en castellà: Pásalo) a través de mòbils. Acusen el govern d'amagar dades.
- Nit del 13 de març: Detenció de cinc persones: tres marroquins i dos hindús. Poc abans de la 1 de la matinada, ja en plena jornada electoral, el ministre d'interior, Angel Acebes, confirma que Al Quaeda ha reconegut l'autoria dels atemptats.
- 24 de març: funeral d'Estat.
- 26 de març: es troben detonadors, explosius i petjades de més de 20 persones a Chichón, Madrid.
- 3 d'abril: set terroristes se suiciden (immolació) a la localitat madrilenya de Leganés. Mor un Geo.
- 15 d'abril: apareix una gravació de Bin Laden on diu que l'atemptat és una venjança per la intervenció espanyola a la invasió de l'Iraq.
- 27 de maig: Es crea una comissió d'investigació del que va passar durant els atemptats i l'actuació de l'executiu.
- maig de 2005: El jutge Del Olmo dicta el processament de 29 dels 116 imputats en el sumari, d'ells 15 marroquins, 9 espanyols, 2 sirians i un egipci, un algerià i un libanès. Se sol·liciten 270.885 anys de presó per als processats.
- 15 de febrer de 2007: comença el judici als responsables.

## La Teoria de la Conspiració
Pràcticament des de l'abril de 2004 existeixen versions totalment o parcialment alternatives a la que sostenen tant les conclusions de la Comissió d'Investigació del Congrés com les del sumari, instruït pel jutge Juan del Olmo. Són fruit, d'una banda, de la investigació periodística duta a terme pel diari El Mundo, el diari electrònic Libertad Digital i alguns mitjans radiofònics com la COPE, i de l'altra, de nombrosos internautes aglutinats a l'entorn del bloc de Luis del Pino i que es fan anomenar Peones Negros.
Moguts principalment per les conseqüències polítiques de l'atemptat de l'11 de març del 2004, dirigeixen les seves investigacions a intentar demostrar que existia una conspiració per desallotjar al Partit Popular del govern mitjançant aquest atemptat. Les principals hipòtesis suggereixen la participació d'alguns membres de les Forces i Cossos de Seguretat de l'Estat com la Policia Nacional, la Guàrdia Civil i el CNI que haurien controlat cadascuna de les accions dels implicats, ja que la majoria eren confidents policials, i haurien preparat un seguit de proves falses (la motxilla trobada a Vallecas, la furgoneta Kangoo, l'Skoda Fabia, etc.) que conduïssin de forma ràpida a la tesi de l'autoria islàmica.
També cerquen alguna vinculació entre els presumptes implicats i ETA. Aquesta tesi es recolza fonamentalment en el testimoni de l'acusat Suarez Trashorras a El Mundo el Setembre de 2006, i del confident Lavandera, que ha publicat un llibre titulat "A tumba abierta".
Aquesta altra línia d'investigació va més enllà, i sovint troba relació entre les negociacions entre el govern de José Luis Rodríguez Zapatero i ETA després de l'alto el foc permament que la banda inicià la primavera de 2006, i una possible implicació en l'atemptat tant d'ETA com d'agents policials propers al PSOE: Sánchez Manzano, cap dels TEDAX o Telesforo Rubio, excap de la Comissaria General d'Informació, destituït del càrrec pel Ministre de l'Interior Alfredo Pérez Rubalcaba el setembre de 2006.

## Judici
El 31 d'octubre de 2007 es va fer pública la sentència per als acusats de perpetrar els atemptats. En aquesta es descartava totalment l'autoria d'ETA i es condemna Jamal Zougam i Otman el Gnaoui, entre d'altres, a més de 40.000 anys de presó com a principals autors materials dels atemptats. La sentència recull 191 assassinats, 2 avortaments i 1.856 assassinats en grau de temptativa.